# Cantó de Cauçada
El cantó de Cauçada és un cantó francès del departament de Tarn i Garona, situat al districte de Montalban. Té 11 municipis i el cap és Cauçada.

## Municipis
- Cauçada
- Carièch
- Sètfonts
- Cairac
- La Vaureta
- Mirabèl
- Montelhs
- Realvila
- Sent Circ
- Sent Jòrdi
- Sent Vincent d'Antejac

## Història
| Data d'elecció                           | Identitat         | Partit           | Qualitat |
| ---------------------------------------- | ----------------- | ---------------- | -------- |
| 1985-1992                                | Jean Bonhomme     | RPR              |          |
| 1992-1998                                | Yvon Collin       | PRG              |          |
| 1998-                                    | François Bonhomme | RPR, després UMP |          |
| les dades anteriors no són pas conegudes |                   |                  |          |
|                                          |                   |                  |          |